# Código Criminal de 1830
O Código Criminal de 1830 foi o primeiro código penal brasileiro, sancionado poucos meses antes da abdicação de D. Pedro I, em 16 de dezembro de 1830. Vigorou desde 1831 até 1891, quando foi substituído pelo Código Penal dos Estados Unidos do Brasil (Decretos ns. 847, de 11 de outubro de 1890, e 1.127, de 6 de dezembro de 1890).

## Principais características
Desde 1603 vigoraravam no Brasil, por ser colônia portuguesa, as Ordenações Filipinas (punição cruel). Após a Independência do Brasil (1822) e a outorga da Constituição Brasileira de 1824 começaram a ser construídos os primeiros códigos jurídicos brasileiros. Em 1830 foi promulgado o Código Criminal, que avançou em relação às leis Filipinas, no que diz respeito à integridade física para os homens livres, com a inviolabilidade dos direitos civis e igualdade jurídica, porém mantendo os castigos corporais para escravos: o Art. 60 determinava que "Se o réu for escravo e incorrer em pena, que não seja a capital, ou de galés, será condenado na de açoutes, e depois de os soffrer, será entregue a seu senhor, que se obrigará a trazel-o com um ferro, pelo tempo, e maneira que o Juiz designar" (revogado pela Lei 3.310, de 3.310, de 1886, a qual, no  Art. 1º, determinou que "Ao réo escravo serão impostas as mesmas penas decretadas pelo Codigo Criminal e mais legislação em vigor para outros quaesquer delinquentes"). A diferença de castigo entre livres e escravos residia no fato de que a prisão do escravo reverteria em prejuízo financeiro para seu proprietário, enquanto o castigo corporal permitia o retorno do escravo ao trabalho de forma mais rápida do que ocorreria em caso de prisão.
Crimes segundo o código criminal de 1830:
- Públicos: crimes contra o Império, contra a tranquilidade interna do Império, contra a administração, o tesouro e a propriedade pública;
- Privados: contra a liberdade e a segurança individual, contra a propriedade particular;
- Policiais: contra as normas policiais e regras públicas (posturas municipais).

Penas: proporcionalidade entre o crime e a pena, as penas tinham que ter proporcionalidade entre o crime cometido e a pena; a pena exclusiva do condenado, não poderia ultrapassar ao infrator, não podendo ser estendida aos seus familiares; humanização da pena de morte, sem a tortura; proibição das penas cruéis, sem enforcamentos ou decapitações, porém mantendo a pena de açoites para escravos; persistência das penas de degredo, banimento, galés, multas, privação dos direitos políticos, desterro (exílio), ainda persistindo algumas penas das ordenações Filipinas.
A homossexualidade fora permitida, não havendo nos textos quaisquer reportações ao termo sodomia.

## Estrutura
O Código de 1830 é dividido em quatro partes (Dos Crimes, e das Penas; Dos Crimes Públicos; Dos Crimes Particulares e dos Crimes Policiais): com um total de oito capítulos, divido em títulos e seções, ao qual, contêm ou não, especificações sobre os crimes e as penas, em cada uma dessas subdivisões.

### Parte Primeira - Dos Crimes, e Das Penas
Essa parte trata, de como são os crimes, e de como deverão ser aplicadas suas penas, suas temáticas são:

### Título I - Dos Crimes
Do artigo 1 ao 13, têm-se definido os crimes e os criminosos, e como deveriam ser aplicadas as penas, reunidas em seis grupos básicos:
1. crimes
2. criminosos
3. crimes justificáveis
4. circunstâncias agravantes
5. enforcamento
6. satisfação